# Xyelidae

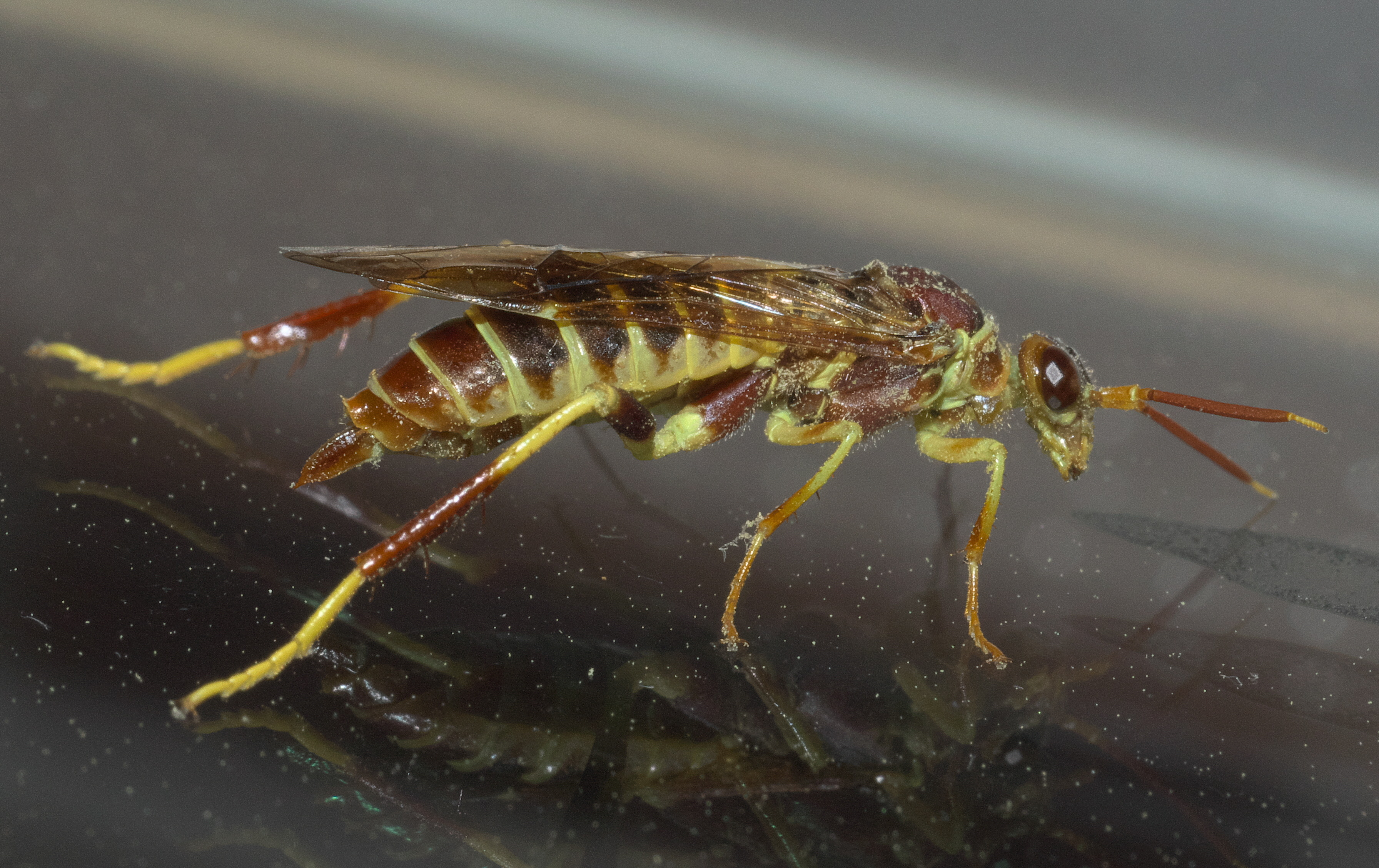
Megaxyela major.

Los xiélidos (Xyelidae) son una pequeña familia de himenópteros del suborden Symphyta. Se conocen sólo 50 especies vivientes en 5 géneros, pero hay muchos fósiles de esta familia. Se los considera los fósiles himenópteros más antiguos, desde el Triásico hace 200 millones de años. La mayoría de las especies son del hemisferio norte, especialmente en las regiones boreales, aunque también hay algunas especies neotropicales. La mayoría están asociadas con coníferas, especialmente pinos y abetos. Las larvas se alimentan de los brotes y del polen de estas plantas, si bien las larvas de unas pocas especies se alimentan de árboles caducos en vez de coníferas. 
Son muy pequeños, de 2,4 a 4,5 mm de longitud. Se caracterizan por los apéndices que tienen en la cabeza, que son extraordinarios porque las antenas y los palpos de las piezas bucales son semejantes a patas en su estructura, con un largo segmento basal seguido de una serie de segmentos pequeños, semejantes al tarso de los artrópodos. Existe una gran tentación de especular que hay una relación gen-homeobox que explique esta anatomía tan desusada ya que existen mutaciones de esta región del genoma en otros insectos que causan cambios similares en las antenas y palpos. 

## Descripción

### Imago (adulto)
Xyelidae son himenópteros pequeños, entre 3 y 5 mm de longitud, pero las especies de Macroxyela y Megaxyela del este de Asia y de Norteamérica son más grandes, llegando a medir entre 10 y 15 mm. Los imagos presentan muchos caracteres ancestrales de Hymenoptera que pueden estar ausentes en linajes derivados. Estos incluyen la ausencia de pecíolo (falta de constricción entre el tórax y abdomen), presencia de extensiones bulbosas en el metatórax que fija las alas en reposo, presencia de un aparato peinador en la tibia y primer tarsómero de las patas anteriores y presencia de un diente molar en la mandíbula. 

### Larva
Al igual que muchas otras moscas portasierra, las larvas tienen apariencia de orugas de mariposas, son eruciformes. Las larvas de especies que viven en el interior de plantas son blanquecinas, las que se alimentan de follaje son verdosas o amarillentas. Las larvas de Megaxyela tienen un marcado diseño de manchas negras (ver lámina 21 figura 3 en) o asemejan heces de aves.

## Géneros existentes
- Macroxyela Kirby, 1882
- Megaxyela Ashmead, 1898
- Pleroneura Konow, 1897
- Xyela Dalman, 1819
- Xyelecia Ross, 1932

## Géneros extintos
† Archexyelinae Rasnitsyn, 1964
- † Archexyela Riek, 1955
- † Asioxyela Rasnitsyn, 1964
- † Dinoxyela Rasnitsyn, 1969
- † Euryxyela Rasnitsyn, 1964
- † Ferganoxyela Rasnitsyn, 1969
- † Leioxyela Rasnitsyn, 1969
- † Lithoxyela Rasnitsyn, 1969
- † Madygenius Rasnitsyn, 1969
- † Oryctoxyela Rasnitsyn, 1969
- † Triassoxyela Rasnitsyn, 1964
- † Xiphoxyela Rasnitsyn, 1969
- † Xyelinus Rasnitsyn, 1964

† Macroxyelinae Ashmead, 1898
- † Angaridyelini Rasnitsyn, 1966
  - † Angaridyela Rasnitsyn, 1966
  - † Baissoxyela Rasnitsyn, 1969
  - † Ceratoxyela Zhang y Zhang, 2000
  - † Lethoxyela Zhang y Zhang, 2000
  - † Liaoxyela Zhang y Zhang, 2000
  - † Nigrimonticola Rasnitsyn, 1966
  - † Ophthalmoxyela Rasnitsyn, 1966
- † Ceroxyelini Rasnitsyn, 1966
  - † Ceroxyela Rasnitsyn, 1966
  - † Isoxyela Zhang and Zhang, 2000
  - † Sinoxyela Zhang and Zhang, 2000
- † Gigantoxyelini Rasnitsyn, 1969
  - † Abrotoxyela Gao et al., 2009
  - † Chaetoxyela Rasnitsyn, 1966
  - † Chionoxyela Rasnitsyn, 1993
  - † Gigantoxyela  Rasnitsyn, 1966
  - † Heteroxyela Zhang and Zhang, 2000
  - † Shartexyela Rasnitsyn, 2008
- † Macroxyelini Ashmead, 1898
  - † Megaxyela Ashmead, 1898, 2 especies fósiles, una viviente
- † Xyeleciini Benson, 1954
  - † Bolboxyela Rasnitsyn, 1990
  - † Microxyelecia Rasnitsyn, 1969
  - † Uroxyela Rasnitsyn, 1966
  - † Xyelecia Ross, 1932, 2 especies extintas
  - † Xyelites Rasnitsyn, 1966
- incertae sedis
  - † Anthoxyela Rasnitsyn, 1977
  - † Brachyoxyela Gao et al., 2011
  - † Platyxyela Wang et al., 2012

† Madygellinae Rasnitsyn, 1969
- † Chubakka Kopylov, 2014
- † Madygella Rasnitsyn, 1969
- † Samarkandykia Kopylov, 2014

† Xyelinae
- † Liadoxyelini Rasnitsyn, 1966
  - † Anomoxyela Rasnitsyn, 1966
  - † Kirghizoxyela Rasnitsyn, 1966
  - † Liadoxyela Martynov, 1937
  - † Lydoxyela Rasnitsyn, 1966
  - † Orthoxyela Rasnitsyn, 1983
  - † Potrerilloxyela  Lara et al., 2014
- † Xyelini Newman, 1934
  - † Aequixyela Wang et al., 2014
  - † Cathayxyela Wang et al., 2014
  - † Enneoxyela Rasnitsyn, 1966
  - † Eoxyela Rasnitsyn, 1965
  - † Spathoxyela Rasnitsyn, 1969
  - † Xyela Dalman, 1819, 7 especies fósiles, una viviente
  - † Xyelisca Rasnitsyn, 1969
  - † Yanoxyela Ren, 1995
- incertae sedis
  - † Pleuroneura Konow, 1897

incertae sedis
- † Anthoxyela Rasnitsyn, 1977
- † Brachyoxyela Gao et al., 2011
- † Platyxyela Wang et al., 2012